# ARM Cortex-A53
Az ARM Cortex-A53 (korábban Apollo) az ARM Holdings cambridge-i tervezőközpontja által tervezett 64 bites, ARMv8-A utasításkészletet megvalósító első mikroprocesszor-terveinek egyike, amelyet a Cortex-A7 utódjának szántak. A Cortex-A53 egy 2 utasítás széles dekódolású szuperskalár processzor, amely egyes utasítások kettős kibocsátására képes. 2012. október 30-án jelentették be és az ARM a nagyobb teljesítményű Cortex-A57 mikroarchitektúra energiatakarékosabb önálló alternatívájaként forgalmazza, illetve big.LITTLE konfigurációban nagyobb teljesítményű mikroarchitektúrákkal együtt használható magként. Ezt a mikroarchitektúrát az ARM többi szellemi tulajdonához és processzortervéhez hasonlóan szintetizálható IP magként tervezték és más mikroelektronikai cégeknek értékesítik, hogy azok saját csipjeikben alkalmazzák. Jellemzően belépő szintű okostelefonokban és más beágyazott eszközökben található.

## Jellemzők
- A processzor futószalagja 8 fokozatú, 2 utas szuperskalár, sorrendi végrehajtású futószalag
- A DSP (digitális jelprocesszor) és NEON SIMD kiterjesztések a magokban kötelezőek
- Integrált VFPv4 lebegőpontos egység (magonként)
- Hardveres virtualizáció támogatása
- TrustZone biztonsági kiterjesztések
- 64 bájtos gyorsítótár vonalak
- 10 bejegyzéses L1 TLB és 512 bejegyzéses L2 TLB
- 4 KiB feltételes elágazás-előrejelző (branch predictor), 256 bejegyzéses közvetett elágazás-előrejelző

## Felhasználása
A Cortex-A53 a mobil SoC-kben 2014 óta a legszélesebb körben használt architektúra, így ez a mobil eszközökben egyik leghosszabb ideje használt ARM processzor. Jelenleg a belépőszintű és alsó-középkategóriás SoC-k többségében megtalálható, míg a felső kategóriás SoC-k az újabb ARM Cortex-A55-öt használják. Újabb SoC-kben is alkalmazzák, ilyen a MediaTek Helio G36 csip, ami olcsó okostelefonokhoz tervezett belépő szintű SoC.
A Cortex-A53-at számos Qualcomm, Samsung és MediaTek SoC-ben is használják.
A Cortex-A53 egyedi származékaival készülnek a Qualcomm Kryo 250 és Kryo 260 CPU-k.
Ugyancsak ezeket a magokat alkalmazzák a 24 magos Socionext SynQuacer SC2A11-ben SoC-ben, ami felhőszerverek feldolgozó egysége.
Cortex-A53 processzort használnak 2015 óta a LeMaker HiKey, 2016 februárja óta a Raspberry Pi 3, 2021 októbere óta a Raspberry Pi Zero 2 W egykártyás gépek.
Egy figyelemre méltó frissebb Cortex-A53 alkalmazás a Pine A64/A64+ egykártyás számítógép.
Cortex-A53 processzorok találhatók az ODROID-C2-ben és a Roku streaming médialejátszókban (2016-tól a csúcskategóriás modellekben és a 2017 és 2019 között megjelent összes modellben). 
Táblagépekben is alkalmazzák: az Amazon Fire sorozat a Fire HD 8 és a Fire HD 10 modelljeiben (ez utóbbi Cortex-A72 magokat is tartalmaz); a Nintendo Switch játékgépben. Megtalálható az Amazon Echo Show okos kijelző egyes modelljeiben, például az Echo Show 5, 8 és 5 (2nd Gen) modellekben.
A processzort Fortinet Fortigate 81F belépő szintű tűzfalakban is használják.

## Lásd még
- Az ARMv8-A magok összehasonlítása

## Fordítás
Ez a szócikk részben vagy egészben  az   ARM Cortex-A53 című angol Wikipédia-szócikk ezen változatának fordításán alapul.  Az eredeti cikk szerkesztőit annak laptörténete sorolja fel. Ez a jelzés csupán a megfogalmazás eredetét és a szerzői jogokat jelzi, nem szolgál a cikkben szereplő információk forrásmegjelöléseként.